# 신충사
신충사는 대한민국 충청남도 논산시 상월면에 있는 문화재이다. 1998년 9월 11일 논산시의 향토문화유산 제30호로 지정되었다.

## 개요
상월면 신충리에 있는 신충사는 양함(梁？)을 모신 사우이다.